# Янчук Павло Сергійович
Павло Сергійович Янчук (нар. 12 липня 1986, Київ, УРСР) — український футболіст, захисник.

## Життєпис
Янчук — випускник школи «Динамо» (Київ), кольори якого захищав в юніорському чемпіонаті України, першим тренером був Олег Петрович Крісан. Професіональну кар'єра футболіста розпочав 28 березня 2004 року в складі «Оболоні-2», Янчук був орендований фарм-клубом «пивоварів». Влітку 2006 року відправився в Румунію, де виступав за «Арджеш». Під час зимової перерви сезону 2007/08 років перейшов у німецький «Санкт-Паулі», але зіграв там лише один матч, а потім безуспішно намагався перейти в «Шальке 04» та «Гамбург». У липні 2008 року повернувся до Румунії, де підписав контракт з «Ліберті Орадя». Тоді він грав на правах оренди в таких клубах, як УТА, «Динамо II» (Бухарест), «Гонвед». У сезоні 2011/12 років він захищав кольори румунського «Біхора». Починаючи з зими 2012 року виступав за молдовський футбольний клуб «Тирасполь». У 2013 році повернувся в Україну, виступав на аматорському рівні за ФК «Бровари» (чемпіонат Київської області). Футбольну кар'єру завершив у 2014 році в футболці «Єдності» (Плиски).